# Hrabstwo Edgefield
Hrabstwo Edgefield (ang. Edgefield County) – hrabstwo w stanie Karolina Południowa, w Stanach Zjednoczonych. Należy do obszaru metropolitalnego Augusty. Jeden z najważniejszych regionów uprawy brzoskwiń w Stanach Zjednoczonych, z licznymi festiwalami. Produkuje się tutaj 60% brzoskwiń z całego stanu. W hrabstwie licznie występują zabytkowe domy i kościoły.  

## Geografia
Według spisu z 2000 roku obszar całkowity hrabstwa obejmuje powierzchnię 507 mil2 (1313,12 km²), z czego  502 mil2 (1300,17 km²) stanowią lądy, a 5 mile2 (12,95 km²) stanowią wody. Według szacunków United States Census Bureau w roku 2012 miało 26 347 mieszkańców. Jego siedzibą administracyjną jest Edgefield.

### Miasta
- Murphys Estates (CDP)
- Edgefield
- Johnston
- Trenton

### Sąsiednie hrabstwa
- Hrabstwo Saluda (północny wschód)
- Hrabstwo Aiken (wschód)
- Hrabstwo Richmond (południowy zachód)
- Hrabstwo Columbia (południowy zachód)
- Hrabstwo McCormick (zachód)
- Hrabstwo Greenwood (północny zachód)

## Demografia
Według danych pięcioletnich z 2022 roku, 60,3% mieszkańców stanowili biali (56,8% nie licząc Latynosów), 32,5% to czarni lub Afroamerykanie, 6,9% Latynosi, 4,9% było rasy mieszanej, 0,3% to Azjaci, 0,3% stanowiła rdzenna ludność Ameryki i 0,16% pochodziło z wysp Pacyfiku.
Największe grupy stanowią osoby pochodzenia „amerykańskiego” (15,1%), angielskiego (8,1%), niemieckiego (7,5%),  meksykańskiego (4,6%), irlandzkiego (4,6%), włoskiego (2,2%) i afrykańskiego (niearabskiego) (2%).

## Religia
W 2020 roku, religijność hrabstwa zdominowana jest przez wspólnoty protestanckie, głównie baptystów (26,8% członkostwa), ewangelikalnych bezdenominacyjnych (6,9%), metodystów (4,1%) i zielonoświątkowców (ponad 3%). 10,9% deklaruje członkostwo w Kościele katolickim. Inne religie (w tym świadkowie Jehowy) obejmowały mniej niż 1% populacji. 